# ذراع الجلب (ردفان)

تعديل مصدري - تعديل

ذراع الجلب هي إحدى قرى عزلة الحبيلين بمديرية ردفان التابعة لمحافظة لحج، بلغ تعداد سكانها 36 نسمة حسب تعداد اليمن لعام 2004.